# 混沌之子
《混沌之子》（カオスチャイルド）是5pb.原案及發售的冒險遊戲，為科學ADV系列的第四部作品，Xbox One平台於2014年12月18日發售，PlayStation 4、PlayStation 3、PlayStation Vita平台於2015年6月25日發售。
2016年8月發表製作電視動畫《CHAOS;CHILD 混沌之子》，2017年1月開始播放。

## 概要
此作為科學ADV系列的第4作，與系列第一作CHAOS;HEAD NOAH和第二作Steins;Gate的設定共通，其遊戲舞台同样是澀谷，只是時間為前作時間的後六年（2015年）。雖然澀谷大部份街道因為前作後期發生的大地震而被摧毀，但在本作品之中已經重建完畢。另外，此作未公開推出消息時官方曾經考慮使用「CHAOS;HEAD NOAH 2」為本作的名字。
系統基本上與前作CHAOS;HEAD相同，但本作與前作的分別便是多了一個新系統「MAPPING TRIGGER」，此系統會顯示於澀谷地圖上分貼事件的證據相片與總結資料等，為整理複雜案件、進行推理的新系統。玩家在此系統內的表現會直接影響故事發展。
本作的主題為「心靈侵蝕」。玩家可以透過主人公感受到一個接一個的的期望與背叛，從中感受到恐懼感。

## 簡介
2015年9月7日，發生於自宅生放送直播中的實況主突然死亡的案件。同年9月19日，在東京澀谷街頭上演唱的女歌手演唱時以不尋常的形式猝死。這兩起獵奇事件引起碧朋學園新聞部部長——宮代拓留的注意，他積極地對事件進行調查，並在一個契機之下發現這兩起事件跟2009年發生的一連串獵奇殺人事件「新世代的瘋狂（NewGene）」的第一與第二個事件發生的日期一致。
副部長來栖乃乃回應他表示，那只是偶然的相應。但拓留反駁她說：「是否为偶然，馬上就會知道了。「NewGene」的第三起事件發生在9月29日，也即是……今天。」說完這句話後，拓留的智能手機收到同屬新聞部部員的尾上世莉架的訊息，拓留抑制了胸襟的傳來心跳加速聲，往世莉架告知的案發現場進發……

## 登場人物

### 主要人物
宮代拓留（聲：松岡禎丞）
本作男主角。碧朋學園高中3年級，18歲，新聞部部長。在6年前的大地震中失去了雙親，住處也在地震中倒毀，因此與其他幾名相同遭遇的孩童被收養在名為青葉寮的養護設施，半年前由於某個原因而離開，目前獨自居住於停泊於宮下公園的無人房車裡。在澀谷發生連環殺人事件“新世代瘋狂的再現”後，便開始與新聞部成員積極追查事件情報。

拓留的雙親並沒有在6年前的大地震中身亡，而是因為只忙著投入工作加上缺乏對拓留該有的照顧和親情，拓留的雙親在大地震發生後，打算去避難所避難只是為了自身安全並沒有為了拓留的安全而著想，拓留感覺到了雙親的自私和冷漠，可能有產生過這種雙親乾脆消失算了的念頭，所以實體化後的世莉架為了拓留的意念而在避難所中殺死了拓留的雙親。
尾上世莉架（聲：上坂堇）
女主角之一。碧朋學園高中2年級，17歲，新聞部成員，拓留的青梅竹馬，口頭禪是「OK」，称呼拓留为「タク（小拓、阿拓）」。
从小與拓留玩在一起，在涩谷地震时被拓留所救，之後兩人總是在一起行動。

是拓留小時候妄想的空氣朋友，後來在6年前大地震過後，拓留的妄想覺醒，而讓世莉架實體化成為真人。
來栖乃乃（聲：布萊德庫特·莎拉·惠美）
女主角之一。碧朋學園高中3年級，18歲，學生會長兼新聞部副部長，是一名文武雙全的女強人，在校內被學生們冠以「女帝」的稱號。
拓留的義姐，與拓留同樣在6年前的大地震中失去了雙親後，被收養於青葉寮中。由於出生比拓留較早，將拓留當成親弟弟般的照顧。

原本真身為南澤泉理，6年前與乃乃結識，親眼目睹乃乃在大地震中死去，因為自己強烈的意念而成為真正的來栖乃乃。
有村雛繪（聲：三森鈴子）
女主角之一。碧朋學園高中2年級，17歲，文藝部部長，個性活潑可愛，對流行事物相當敏感。拓留在追查某個殺人事件時，意外在案發現場遇見了她。
山添雨季（聲：水瀨祈）
女主角之一。雖然年紀為14歲但外貌卻顯得相當稚嫩的少女。個性文靜，對手機或電腦等事物相當不在行。
香月華（聲：仲谷明香）
女主角之一。碧朋學園高中1年級，16歲，新聞部成員。極端沉默的網遊中毒者，對話時幾乎只會發出：「嗯…」的聲音。在新聞部內年紀最小，但也是電腦技術最強，情報資料的整理或搜尋都會交代給她。

### 其他人物
久野里澪（聲：種田梨沙（遊戲）／真田麻美（電視動畫））
碧朋學園高中3年級，17歲，總是穿著白袍，雖然是個身材高挑的美人，但拓留卻幾乎從未在校內見過她。對於「委員會」的情報相當執著。
在漫畫《CHAOS;CHILD ～Children's Collapse～》擔任主角。與牧濑红莉栖是好友。同時在遊戲的劇情中也有尋求橋田至的幫助。
伊藤真二（聲：藤原祐規）
新聞部成員，拓留的同班同學兼親友。對「新世代瘋狂的再現」很感興趣，於是發揮身為獵奇事件狂熱者的精神，積極協助拓留追查謎團。

川原雅司（聲：阿部敦）
與拓留同年級的碧朋學園學生會副會長，對拓留與乃乃的關係感到不悅，總會似有若無的針對拓留。
阿源（聲：石住昭彦）
因賣股票而無家可歸的中年男人，是一個愛說自己由貴族變為平民的怪人，也因此稱自己為「貴族」。每天都在澀谷徘徊，在一次偶然的情況下將事件的情報提供給拓留。
神成岳志（聲：桐本拓哉）
負責調查「新世代瘋狂的再現」的警察。個性正直，且受到過去某位警察學長的影響，也會變通的尋求民間專家解決離奇難解的事件。
渡部友昭（聲：井上剛）
NicoNiya的年輕網路新聞記者，以親臨案件現場而聞名，近來時有獨家報導。在使用NicoNiya的世代中具有高人氣。
在學園祭的台上登場後，吐出了很多力士貼紙後倒下，在學生面前死亡。經法醫驗照，死前吞下許多力士貼紙腹部並變大，剖開後還殘有一些力士貼紙。
佐久間恆（聲：志村知幸）
在地下醫院進行非法giga-lo-maniac人體試驗的研究員之一，同時也是收養拓留和乃乃於青葉寮的人。
百瀨克子（聲：鲸）
前作「CHAOS;HEAD」登場過。信用调查公司「フリージア」社长。
和久井修一（聲：加藤將之）
碧朋學園的教師，新聞部顧問。個性溫厚，在校內也深受學生信賴，但這一切都是偽裝，實際是非法giga-lo-maniac研究員之一，研究Chaos;Child症候群的科學家，之後帶著所有Chaos;Child症候群的相關資料失蹤。
謎之少女（聲：???）
名字、年齡等一切情報都充滿謎團的少女。
橘結衣（聲：原由實）
拓留的義妹，結人的親姐姐。
橘結人（聲：菊池心）
拓留的義弟，結衣的親弟弟。
艾琳芙蕾·奥露洁尔（聲：加藤英美里）
拓留去過的店「café LAX」的店員。
大谷悠馬（聲：蓮岳大）
新世代的瘋狂再來的第一起事件「別看這邊」被害人。
高柳桃寧（聲：本多真梨子）
新世代的瘋狂再來的第二起事件「漏音」被害人。
西條拓巳（聲：吉野裕行）
前作「CHAOS;HEAD」男主角。在六年前被栽贓成是犯下連續殺人案的元兇，被人稱作「新世代的瘋狂」的犯人。隨後被證明是澀谷的英雄，被宮代拓留所崇拜。
在續作「CHAOS;CHILD」中的對話得知，已喪失所有能力，但私底下還在調查著300人委員會。
與香月華、橋田至、牧瀨紅莉棲是網友。
咲畑梨深（聲：喜多村英梨）
前作「CHAOS;HEAD」女主角之一。於六年前在第三次殺人事件血淋淋拿著十字架出現在拓巳面前。被拓巳稱「惡魔女」。
西條七海（聲：宮崎羽衣）
前作「CHAOS;HEAD」女主角之一。拓巳的妹妹，小拓巳一歲，與拓巳分住經常會去探望拓巳。
蒼井瀨名（聲：生天目仁美）
前作「CHAOS;HEAD」女主角之一。不去上學經常在澀谷徘徊，喜歡吃冰棒。

## 主題歌
片頭曲
（Xbox One）
作詞、作曲：志倉千代丸 ，編曲：荒幡亮平，歌：伊藤香奈子
（PlayStation 4/3/Vita）
作詞、作曲：志倉千代丸，編曲：悠木真一，歌：伊藤香奈子

片尾曲

作詞：，作曲、編曲：林達志，歌：（FES〈榊原由依〉）
「silent wind bell」
作詞、歌：伊藤香奈子，作曲：大山曜，編曲：大山曜、磯江俊道

## 衍生作品
CHAOS;CHILD Love chu☆chu!!
2017年3月30日發售的外傳作品，以戀愛劇情為主。登陆PS4，PS Vita平台。
片頭曲
「非合理的かつ訂正不能な思い込み」
作詞、作曲：志倉千代丸 ，編曲：久下真音，歌：アフィリア・サーガ・イースト

片尾曲
「罪証のルシファー」
作詞、作曲：志倉千代丸，編曲：悠木真一，歌：イケてるハーツ

## 電視動畫

### 製作人員
- 原作：志倉千代丸/ MAGES.（日语：MAGES.）
- 監督、系列構成：神保昌登
- 監修：林直孝、梅原英司、松原達也、松本裕介
- 人物原案：佐佐木睦美、
- 人物設計、總作画監督：山吉一幸
- 道具設計：氏家嘉宏
- 美術監督：栗林大貴、畠山佑貴
- 美術設定：綱頭瑛子
- 色彩設計：平井麻實
- 攝影監督：杉山大樹
- 編集：坪根健太郎
- 音響監督：土屋雅紀
- 音樂：onoken、阿保剛
- 音樂制作：5pb.
- 動畫制作：SILVER LINK.
- 製作：CHAOS;CHILD製作委員会

### 主題曲
片頭曲「Uncontrollable」（第1話－第6話、第8話－第11話）
作詞、作曲：志倉千代丸，編曲：悠木真一，主唱：伊藤香奈子
片尾曲
「Find the blue」（第0話）
作詞、作曲：志倉千代丸，編曲：磯江俊道，主唱：伊藤香奈子
（第1話－第6話、第8話－第11話）
作詞、作曲：志倉千代丸，編曲：悠木真一，主唱：鈴木KONOMI
「silent wind bell」（SILENT SKY）
作詞、主唱：伊藤香奈子，作曲：大山曜，編曲：大山曜、磯江俊道

### 各話列表
| 話數                         | 日文標題   | 中文標題                       | 劇本     | 分鏡     | 演出              | 作畫監督 |
| ---------------------------- | ---------- | ------------------------------ | -------- | -------- | ----------------- | --- |
| 第0話                        | CHAOS;HEAD | CHAOS;HEAD                     | 林直孝   | 西田正義 | 神保昌登          | 大槻南雄、平田和也、山本亮友 小林雅美、藤井文乃、前原薰                                                                        |
| 第1話                        |            | 情報強者追尋著事件             | 神保昌登 | 神保昌登 | 神保昌登          | 平田和也、大槻南雄 米田紘、氏家嘉宏                                                                                            |
| 第2話                        |            | 事件對他們咆哮                 | 神保昌登 | 木村泰大 | 木村泰大          | 山吉一幸、大槻南雄、前田義宏 平田和也、松村林檎、飯飼一幸 片山敬介                                                             |
| 第3話                        |            | 他們對慶典那件事的說法         | 神保昌登 | 玉村仁   | 丸山由太          | 藤井文乃、片山敬介、出野喜則 飯飼一幸、藁科將人、富田佳亨 前原薰、木下勇喜、平田和也                                           |
| 第4話                        |            | 故事背後妄想的開始             | 神保昌登 | 神谷智大 | 神谷智大          | 柴田志朗、村上龍之介、大槻南雄 平田和也、山本亮友、藤井文乃 前田義宏、加藤久美子、山口菜 松本勝次、佐野惠理                    |
| 第5話                        |            | 妄想的住民騷動著迫近           | 神保昌登 | 神保昌登 | 神保昌登          | 平田和也、大槻南雄、小林雅美 山本亮友、、正木優太 前田義宏、藤井文乃                                                           |
| 第6話                        |            | 為了趕上被侵蝕的過去           | 神保昌登 | 渡部高志 | 日下直義          | 平田和也、大槻南雄、山本亮友                                                                                                   |
| 第7話                        | 不適用     | 不適用                         | 神保昌登 | 神保昌登 | 神保昌登          | 氏家嘉宏、大槻南雄、 松本勝次、平田和也、小川一郎 藤井文乃、、三好智志 山本亮友、片山敬介                                      |
| 第8話                        |            | 對著交錯的光與影感到疑惑的思念 | 神保昌登 | 神保昌登 | 板庇迪            | 山本亮友、平田和也、大槻南雄 小林雅美、武田芽衣、氏家嘉宏 、藤井文乃、林奈緒子 片山敬介、前田義宏                              |
| 第9話                        |            | 錯綜複雜的思維的去處           | 神保昌登 | 二瓶勇一 | 高村雄大          | 平田和也、藤田亞耶乃、山本亮友 、大槻南雄、藤井文乃 前田義宏、奈良實                                                           |
| 第10話                       |            | 步步逼近的過往記憶             | 神保昌登 | 西田正義 | 山口順房          | 平田和也、山本亮友、大槻南雄 、加藤久美子、藤井文乃 出野喜則                                                                   |
| 第11話                       |            | 他的戰鬥                       | 神保昌登 | 神谷智大 | 神谷智大          | 平田和也、山本亮友、大槻南雄 飯飼一幸、松本勝次、前田義宏 、藤井文乃                                                           |
| 第12話                       |            | 她的念頭                       | 神保昌登 | 西田正義 | 高村雄太 神保昌登 | 山吉一幸、平田和也、山本亮友 澤入祐樹、大槻南雄、古谷梨繪 藤田亞耶乃、氏家嘉宏、飯飼一幸 米田紘、藤井文乃、片山敬介 武田芽衣、 |
| 第13話 - 第14話 （TV未放送） | SILENT SKY | SILENT SKY                     | 神保昌登 | 西田正義 | 丸山由太          | 沼田廣、、古谷梨繪 塚本歩、武田芽衣、工藤 、松下純子、出野喜則                                                                 |

### BD&DVD
| 卷數       | 發售日期      | 收錄話數        | 規格編號  | 規格編號   | 封面角色   |
| 卷數       | 發售日期      | 收錄話數        | BD        | DVD        | 封面角色   |
| ---------- | ------------- | --------------- | --------- | ---------- | ---------- |
| 0          | 2017年3月24日 | 第0話           | KAXA-7490 | KABA-10520 | 咲畑梨深   |
| 1          | 2017年3月24日 | 第1話 - 第2話   | KAXA-7491 | KABA-10521 | 尾上世莉架 |
| 2          | 2017年4月28日 | 第3話 - 第4話   | KAXA-7492 | KABA-10522 | 來栖乃乃   |
| 3          | 2017年5月26日 | 第5話 - 第6話   | KAXA-7493 | KABA-10523 | 有村雛繪   |
| 4          | 2017年6月30日 | 第7話 - 第8話   | KAXA-7494 | KABA-10524 | 山添雨季   |
| 5          | 2017年7月28日 | 第9話 - 第10話  | KAXA-7495 | KABA-10525 | 香月華     |
| 6          | 2017年8月25日 | 第11話 - 第12話 | KAXA-7496 | KABA-10526 | 久野里澪   |
| SILENT SKY | 2017年9月29日 | TV未放送話      | KAXA-7497 | KABA-10527 | 宮代拓留   |

### 播放電視台
| 播放地區 | 播放電視台 | 播放日期               | 播放時間                      | 所屬聯播網 | 備註         |
| -------- | ---------- | ---------------------- | ----------------------------- | ---------- | ------------ |
| 香港     | Animax     | 2017年5月11日－5月25日 | 星期三至五 22時00分－23時00分 |            | UTC+8 有重播 |
| 臺灣     | Animax     | 2017年5月29日－6月10日 | 每天 21時30分－22時00分       |            | UTC+8 有重播 |

## 外部連結
- 官方網站（日語）
- 電視動畫官方網站 （页面存档备份，存于）（日語）
- CHAOS;CHILD Love chu☆chu!!官方网站 （页面存档备份，存于）（日語）